# Macandrevia diamantina
Macandrevia diamantina is een soort in de taxonomische indeling van de armpotigen (Brachiopoda). 
Het dier behoort tot het geslacht Macandrevia en behoort tot de familie Zeilleriidae. De wetenschappelijke naam van de soort werd voor het eerst geldig gepubliceerd in 1895 voor het eerst wetenschappelijk door Dall.